# Klassefjenden
Begrebet klassefjenden stammer fra den marxistiske klasseteori, som definerer samfundsklasse som grupper af mennesker, der på grund af deres økonomiske og politiske mål er modstandere i klassekampen. Ifølge denne teori er der i vor tid hovedsagelig to klasser: De som besidder produktionsmidlerne dvs. jord og kapital, og de som kun ejer deres arbejdskraft – arbejderklassen eller proletariatet.
Klassefjenden kan som betegnelse for en person eller persongruppe bruges som en anklage, men bruges i reglen rent analyserende og har til formål at understrege klassemodsætningerne, uden at der peges på enkeltpersoner.
Efter murens fald og Sovjetunionens opløsning er begrebet stort set gledet ud af sproget.

## Sprogbrug i DDR
I DDR blev begrebet brugt på en helt anden måde. Efter nationaliseringen af de sidste af middelstandens virksomheder fandtes der kun "venneklasserne" af arbejdere og fællesskabsbønder. Af repræsentanter for de statslige partier og medier i DDR blev de kapitalistiske lande og deres regeringer set som klassefjenden og blev også betegnet som sådan.
Individuelle DDR-borgere kunne også rammes af denne anklage. De, som i tanke, tale og handlinger afveg fra de foregivne politiske holdninger og handlemåder, kunne kategoriseres som klassefjende eller kapitalistlakaj. Sådanne udskiftelige beskyldninger anvendtes normalt kun i forbindelse med stikkeri.

## Eksterne kilder
- Bertolt Brecht: Das Lied vom Klassenfeind